# Physcomitrella readeri
Physcomitrella readeri là một loài Rêu trong họ Funariaceae. Loài này được (Müll. Hal.) I.G. Stone & G.A.M. Scott mô tả khoa học đầu tiên năm 1973.